# Comuna Horbakiv, Hoșcea
Horbakiv (în ucraineană Горбаків) este o comună în raionul Hoșcea, regiunea Rivne, Ucraina, formată din satele Dorohobuj, Horbakiv (reședința), Illin, Mnîșîn, Podoleanî, Șkariv și Tomahiv.

## Demografie
Componența lingvistică a comunei Horbakiv
     Ucraineană (99,32%)
     Alte limbi (0,68%)
Conform recensământului din 2001, majoritatea populației comunei Horbakiv era vorbitoare de ucraineană (99,32%), existând în minoritate și vorbitori de alte limbi.